# آندي أندروس (لاعب تنس)
آندي أندروس (بالإنجليزية: Andy Andrews)‏ (ولد في 1 يناير 1959) هو لاعب كرة مضرب محترف سابق من الولايات المتحدة الأمريكية. ولد في رالي (كارولاينا الشمالية).
استمتع أندروس بأغلب نجاحاته في التنس أثناء اللعب بشكل زوجي. أثناء عمله فاز بثلاث ألقاب زوجية و أنهى مركز الوصيف في أستراليا المفتوحة 1982 بشراكة مع جون سادري. وصل للترتيب 32 في العالم للعب الزوجي في 28 فبراير 1983.

## وصلات خارجية
- آندي أندروس على موقع رابطة محترفي التنس (الإنجليزية)
- آندي أندروس على موقع الاتحاد الدولي لكرة المضرب (الإنجليزية)
- آندي أندروس على موقع خلاصة التنس.كوم (الإنجليزية)